# 奧拉赫河 (雷德尼茨河支流)
49°15′15″N 11°4′52″E / 49.25417°N 11.08111°E

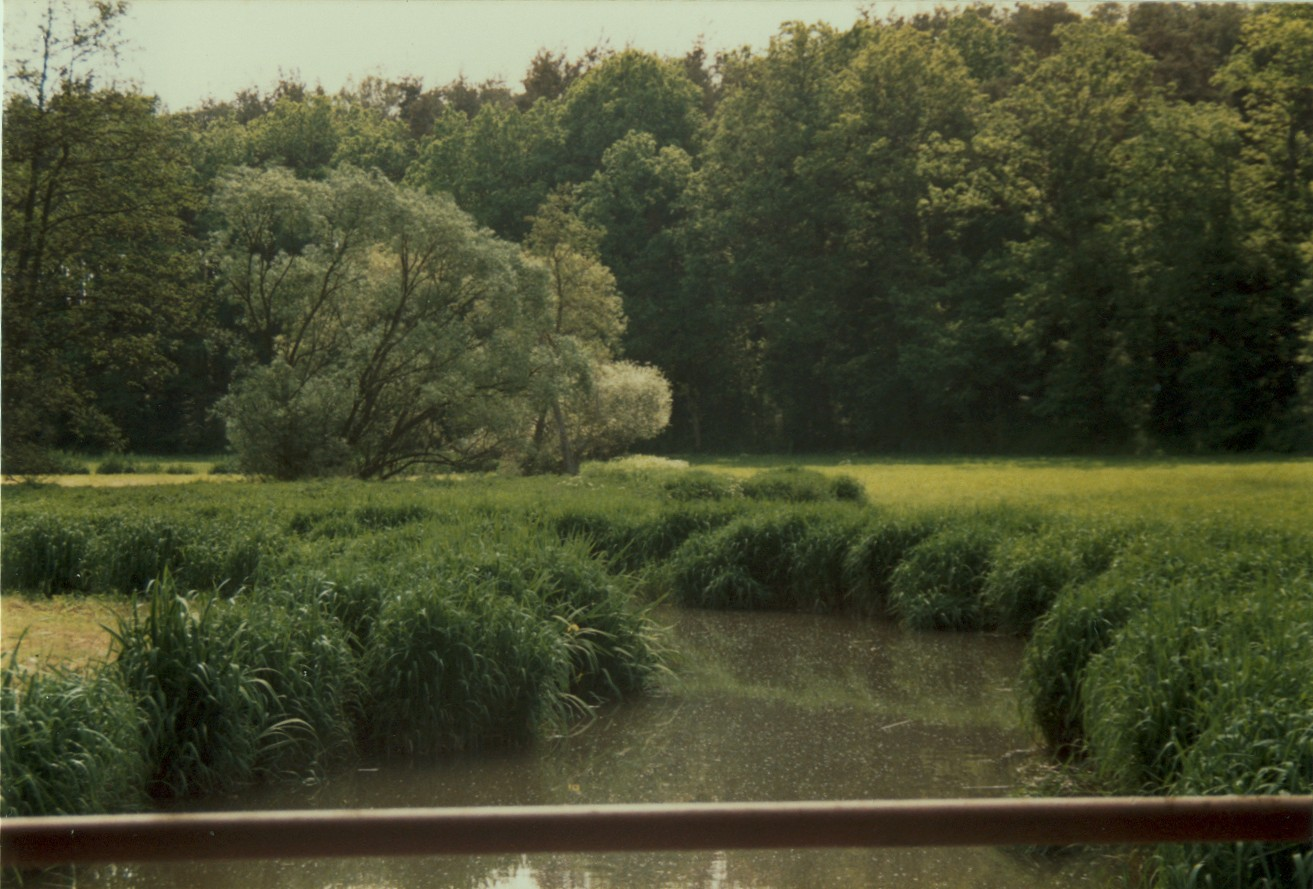

奧拉赫河（德語：Aurach），是德國的河流，位於該國東南部，由巴伐利亞負責管轄，屬於雷德尼茨河的支流，河道全長31.8公里，流域面積128.5平方公里，發源自彼得斯奥拉赫，河口處在羅特以北。